# Barbara Mukambu Mbandi
Barbara Mukambu Mbandi (décédée en 1666) est une reine des royaumes unifiés de Ndongo et de Matamba de 1663 à 1666.

## Biographie
Elle est la sœur de la reine Anna Nzinga, qui unifia les royaumes de Ndongo et de Matamba. Anna Nzinga la maria au général João Guterres Ngola Kanini et la désigna comme héritière. Barbara fut capturée par les Portugais et gardée en otage durant toute la durée des négociations avec sa sœur, la reine Anna Nzinga.
En 1656, elle fut libérée par les Portugais contre plusieurs centaines d'esclaves. La reine Nzinga signa alors un traité de paix avec le Portugal et se convertit au catholicisme. Après la mort de Nzinga, Barbara lui succéda et devint reine à son tour. Une guerre civile éclata entre elle et son époux d'une part, et Njinga Mona d'autre part, qui souhaitait usurper le trône. Ce conflit ne prit fin que lorsque leur fils François Ier monta sur le trône en 1680.
Avec son mari elle a deux enfants :    
- François Ier Guterres Ngola Kanini, roi de 1680 à 1681 ;
- Véronique Ire du Matamba, reine de 1681 à 1721.